# سیارک ۲۶۳۳۲
سیارک ۲۶۳۳۲ (به انگلیسی: 26332 Alyssehrlich، نامگذاری:1998WW10)۲۶۳۳۲مین سیارک کشف شده‌است که در ۲۱ نوامبر ۱۹۹۸ کشف شد.